# Prorasea
Prorasea  là một chi bướm đêm thuộc họ Crambidae.